# Пенске, Роджер
Роджер Сёрл Пенске (англ. Roger Searle Penske) — американский предприниматель, владелец автомобильной компании Penske Corporation и автогоночной команды Team Penske.
Состояние по версии журнала Forbes на февраль 2005 года оценивается в 1,7 млрд долл.

## Коммерческие интересы
Является совладельцем Ilmor. Через Penske Corporation является совладельцем Penske Truck Leasing. 1 января 1989 года приобрёл Detroit Diesel Corporation.